# Доперала, Марек
Марек Францишек Доперала (пол. Marek Franciszek Dopierała; 30 июля 1960, Бельско-Бяла) — польский гребец-каноист, выступал за сборную Польши на всём протяжении 1980-х годов. Серебряный и бронзовый призёр летних Олимпийских игр в Сеуле, двукратный чемпион мира, обладатель бронзовой медали международного турнира «Дружба-84», многократный победитель регат национального значения. Заслуженный мастер спорта Польши.

## Биография
Марек Доперала родился 30 июля 1960 года в городе Бельско-Бяла, Силезское воеводство. Активно заниматься греблей начал в раннем детстве, проходил подготовку в нескольких спортивных клубах Чеховице-Дзедзице, в том числе в клубе «Горник».
Первого серьёзного успеха на взрослом международном уровне добился в 1980 году, когда одержал победу в зачёте национального первенства и попал в основной состав польской национальной сборной, в результате чего отправился выступать на летних Олимпийских играх в Москве. Вместе с напарником Яном Пинчурой участвовал здесь в программе двухместных каноэ на дистанции 1000 метров — смог выйти в финальную стадию турнира, но в решающем заезде финишировал только шестым.
Как член сборной в 1984 году Доперала должен был участвовать в Олимпийских играх в Лос-Анджелесе, однако страны социалистического лагеря по политическим причинам бойкотировали эти соревнования, и вместо этого он выступил на альтернативном турнире «Дружба-84» в Восточном Берлине, где тоже был успешен, в частности завоевал бронзовую медаль в зачёте двухместных каноэ, пропустив вперёд только команды ГДР и СССР.
В 1985 году побывал на чемпионате мира в бельгийском Мехелене, откуда привёз награды серебряного и бронзового достоинства, выигранные в двойках на дистанциях 500 и 1000 метров. Год спустя на мировом первенстве в канадском Монреале в двухместных каноэ завоевал золотую медаль на десяти километрах, тогда как на одном километре стал серебряным призёром. Ещё через год на аналогичных соревнованиях в немецком Дуйсбурге в той же парной дисциплине получил золото на пятистах метрах и серебро на тысяче. За эти выдающиеся достижения признан в Польше лучшим спортсменом года (вместе со своим бессменным партнёром Мареком Лбиком).
Благодаря череде удачных выступлений в 1988 году Марек Доперала удостоился права защищать честь страны на Олимпийских играх в Сеуле — совместно с тем же Лбиком выиграл здесь серебряную медаль на дистанции 500 метров и бронзовую медаль на дистанции 1000 метров. Вскоре после сеульской Олимпиады принял решение завершить карьеру спортсмена, уступив место в сборной молодым польским гребцам.
Завершив спортивную карьеру, занимался политикой, в том числе в период 2002—2006 занимал должность президента городского совета в Чеховицах.